# سیارک ۴۴۶۸
سیارک ۴۴۶۸ (به انگلیسی: 4468 Pogrebetskij، نامگذاری:1976SZ3) چهار هزار و چهارصد و شصت و هشتمین سیارک کشف شده‌است که در ۲۴ سپتامبر ۱۹۷۶ کشف شد.
قدر مطلق سیارک برابر ۱۴٫۰۰ است.